# Sárosi Laura
Sárosi Laura (Budapest, 1992. november 11. –) magyar tollaslabdázó, kétszeres olimpikon.
Pályafutása során 21 felnőtt magyar bajnoki címet szerzett és hat alkalommal választották meg a legjobb magyar női tollaslabdázónak.

## Sportpályafutása
Hétévesen kezdett tollaslabdázni az Érdi VSE-ben. 2009-től a pécsi Multi Alarm SE versenyzője volt. 2008-ban és 2010-ben junior magyar bajnokságot nyert. 2009-ben a felnőtt bajnokságon bronzérmes lett. 2013-tól megszakítás nélkül nyerte a női egyes magyar bajnokságot.
A 2016-os Európa-bajnokságon a második fordulóban német ellenfelének elszakadt a cipője. Mivel tartalékcipő nem állt rendelkezésre és várakozási idő nem volt, így a szabályok szerint Sárosi győzelmét kellett volna jegyzőkönyvezni. Sárosi felajánlotta saját tartalékcipőjét és a folytatásban a mérkőzést elvesztette. Ez akkor jelentősen csökkentette olimpiai indulásának lehetőségét. Cselekedetéért a későbbiekben a MOB fair play különdíját kapta.
2016 májusában a világranglistás helyezésével kvalifikálta magát az olimpiára. Július végén vakbélgyulladás gyanújával kórházba került, de műtétre nem volt szükség.
A 2016-os olimpián 20 év után ő volt az első magyar tollaslabdázó, aki részt vehetett a játékokon, ahol a csoportküzdelmek alatt indiai és kanadai ellenfelétől is kikapott, így nem jutott tovább a kieséses szakaszba.
A 2017-es Európa-bajnokságon az első fordulóban búcsúzott. A világbajnokságra nem tudta kvalifikálni magát. Később részleges Achilles-ín szakadás szenvedett, ezért kihagyta a 2018-as csapat Európa-bajnokságot. 2020-ban a csapat Európa-bajnokságon a negyeddöntőig jutott. 2020-tól a Tisza Tollas SE játékosa lett. 2021 májusában megnyerte a portugáliai Caldas da Rainhában rendezett nemzetközi tollaslabda-bajnokságot. 2021 júniusában olimpiai kvalifikációt szerzett a tokiói játékokra. Az olimpián az első csoportmérkőzését elvesztette, a másodikat megelőzően pedig részleges Achilles-ín-szakadása miatt visszalépett a további küzdelmektől.
2021. november 10-én jelentette be, hogy visszavonul a profi sporttól.

### Válogatott játékosként
2009
- Vegyes csapat Európa-bajnokság

2010
- Csapat Európa-bajnokság

2012
- Vegyes csapat Európa-bajnokság

2013
- Vegyes csapat Európa-bajnokság

2014
- Csapat Európa-bajnokság
- Európa-bajnokság (egyéni: 2. kör, vegyes páros: 1. kör)

2015
- Európa-játékok (egyéni: selejtező, vegyes páros: selejtező)

2016
- Vegyes csapat Európa-bajnokság
- Európa-bajnokság (egyéni: 2. kör)
- Olimpia (egyéni: csoportkör)

## Díjai, elismerései
- Az év magyar tollaslabdázója (2013, 2014, 2015, 2016,[14] 2019,[15] 2020, 2021[16])
- Magyar fair play különdíj, cselekedet kategória (2016)
- Nemzetközi fair play diploma (2016)[17]
- Zsófia királyné-díj[18][19]